# Eric Schembri
Eric Schembri (1955. április 30. –) máltai válogatott labdarúgó, labdarúgóedző. Apja, Salvinu és fia, André szintén máltai válogatott labdarúgók.

## Pályafutása
Schembri 1973 és 1975 között a máltai élvonalbeli Gżira United, majd 1975 és 1982 között a szintén élvonalbeli Sliema Wanderers labdarúgója volt. Utóbbival máltai bajnokságot és kupát is nyert. Négyszer lépett pályára a máltai válogatottban.

## Mérkőzései a máltai válogatottban
| #  | Dátum               | Ellenfél | Eredmény | Kiírás              | Esemény    |
| -- | ------------------- | -------- | -------- | ------------------- | ---------- |
| 1. | 1974. augusztus 24. | Líbia    | 0 – 1    | barátságos mérkőzés | becserélve |
| 2. | 1974. szeptember 4. | Líbia    | 0 – 0    | barátságos mérkőzés | becserélve |
| 3. | 1976. november 24.  | Tunézia  | 1 – 1    | barátságos mérkőzés | becserélve |
| 4. | 1980. február 27.   | NSZK     | 0 – 8    | Eb-selejtező        |            |

## Sikerei, díjai

### Klub
Sliema Wanderers
- Máltai bajnokság
  - Bajnok: 1975–76
- Máltai kupa
  - Győztes: 1978–79